# 272P/NEAT
272P/NEAT est une comète périodique du système solaire, découverte le 1er décembre 2003 par le programme NEAT.